# (35134) 1992 RE
(35134) 1992 RE est un objet de la ceinture principale d'astéroïdes intérieure de 1,595 km de diamètre découvert en 1992.

## Description
(35134) 1992 RE a été découvert le 4 septembre 1992 à l'observatoire de Siding Spring, situé près de Coonabarabran, en Nouvelle-Galles du Sud, en Australie, par Robert H. McNaught.

### Caractéristiques orbitales
L'orbite de cet astéroïde est caractérisée par un demi-grand axe de 1,96 ua, un périhélie de 1,76 ua, une excentricité de 0,10 et une inclinaison de 24,34° par rapport à l'écliptique. Du fait de ces caractéristiques, à savoir un demi-grand axe inférieur à 2 ua et un périhélie supérieur à 1,666 ua, il est classé, selon la JPL Small-Body Database, objet de la ceinture principale d'astéroïdes intérieure.

### Caractéristiques physiques
(35134) 1992 RE a une magnitude absolue (H) de 14,8 et un albédo estimé à 0,761, ce qui permet de calculer un diamètre de 1,595 km. Ces résultats ont été obtenus grâce aux observations du Wide-Field Infrared Survey Explorer (WISE), un télescope spatial américain mis en orbite en 2009 et observant l'ensemble du ciel dans l'infrarouge, et publiés en 2011 dans un article présentant les premiers résultats concernant les astéroïdes de la ceinture principale.